# Ningbo
Ningbo (xinès simplificat: 宁波, xinès tradicional: 寧波, pinyin: Níngbō) és la segona ciutat més important de la província de Zhejiang de la República Popular Xina. És, a més, el port principal de la província i un dels més actius de tot el món. Té una població de 7,6 milions d'habitants i ocupa una àrea de 9 365 km². Està situada al sud de la badia de Hangzhou, davant del mar de la Xina Oriental.
Durant les dinasties Tang i Song, la ciutat es convertí en un nucli comercial molt important. Els comerciants portuguesos arribaren a la ciutat el 1522. Ningbo fou un dels primers ports que s'obriren als estrangers pel Tractat de Nanjing, al finalitzar la Primera Guerra de l'Opi que enfrentà als britànics i als xinesos.
Durant la guerra de l'opi, les tropes britàniques ocuparen la ciutat emmurallada després d'atacar la ciutat de Zhenhai, el 10 d'octubre de 1841. Les forces de la rebel·lió dels Taiping ocuparen la ciutat per un període de sis mesos el 1864.
La ciutat segueix roman un port molt important. L'any 2008 es va acabar el pont de la badia de Hangzhou que uneix Ningbo amb la municipalitat de Xangai.

## Administració
La ciutat subprovincial de Ningbo es divideix en 6 distrites, 3 ciutats municipi i 2 comtats.
| Mapa | Mapa              | Mapa           | Mapa            | Mapa       | Mapa      |
| --- | ----------------- | -------------- | --------------- | ---------- | --------- |
| Haishu Jiangbei Beilun Zhenhai Yinzhou Fenghua Comtat Xiangshan · Comtat Ninghai · Yuyao · (ciutat) Cixi · (ciutat) |                   |                |                 |            |           |
| Subdivisió | Xinès simplificat | Pinyin         | Població (2010) | Àrea (km²) | Densitat  |
| Ciutat |                   |                |                 |            |           |
| Districte Haishu | 海曙区            | Hǎishǔ Qū      | 373,742         | 29.38      | 12,720.96 |
| Districte Jiangdong                                                                                                 | 江东区            | Jiāngdōng Qū   | 366,648         | 33.75      | 10,863.64 |
| Barris |                   |                |                 |            |           |
| Districte Jiangbei                                                                                                  | 江北区            | Jiangbei Qū    | 361,242         | 208.16     | 1,735.40  |
| Districte Beilun | 北仑区            | Běilún Qū      | 612,267         | 599.03     | 1,022.09  |
| Districte Zhenhai                                                                                                   | 镇海区            | Zhènhǎi Qū     | 418,500         | 245.90     | 1,701.91  |
| Districte Yinzhou                                                                                                   | 鄞州区            | Yínzhōu Qū     | 1,359,198       | 1,345.54   | 1.010.15  |
| Rural |                   |                |                 |            |           |
| Comtat Xiangshan | 象山县            | Xiàngshān Xiàn | 503,279         | 1,382.18   | 364.11    |
| Comtat Ninghai | 宁海县            | Nínghǎi Xiàn   | 646,074         | 1,843.26   | 350.50    |
| Ciutats satèl·lit                                                                                                   |                   |                |                 |            |           |
| Yuyao | 余姚市            | Yúyáo Shì      | 1,010,659       | 1,500.80   | 673.41    |
| Cixi | 慈溪市            | Cíxī Shì       | 1,462,383       | 1,360.63   | 1,074.78  |
| Fenghua | 奉化市            | Fènghuà Shì    | 491,697         | 1,267.60   | 387.89    |

## Toponímia
El primer caràcter del nom de la ciutat és (宁) que significa "serè", mentre que el seu segon caràcter (波) vol dir "ones". En conjunt, el nom significa "ones serenes". La ciutat s'abreuja Yong (甬), per la muntanya Yong (甬 山), una colina prominent costera a prop de la ciutat, com el riu Yong (甬江) que passa per Ningbo. L'abreviatura Ning es fa servir més sovint per a Nanjing.
S'havia anomenat Mingzhou (明州). El caràcter Ming (明) es compon de dues parts, el que representa dos llacs dins de la muralla de la ciutat, és a dir, el Llac del Sol (日 湖) i el Llac de la Lluna (月 湖).

## Història
Ningbo és una de les ciutats més antigues de la Xina, amb una història de més de 6800 anys. Fou coneguda en un principi com Mingzhou (明州), Ningbo era una ciutat comercil de la ruta de la seda durant almenys dos mil anys.

## Fills il·lustres
- Tu Youyou (1930 -) científica mèdica, Premi Nobel de Medicina o Fisiologia de l'any 2015.
- Annie Baobei (1974 -) escriptora.
- Su Qing (1917 - 1982) escriptora
- Zhou Wei Hui (1973 -) escriptora

## Llocs d'interès

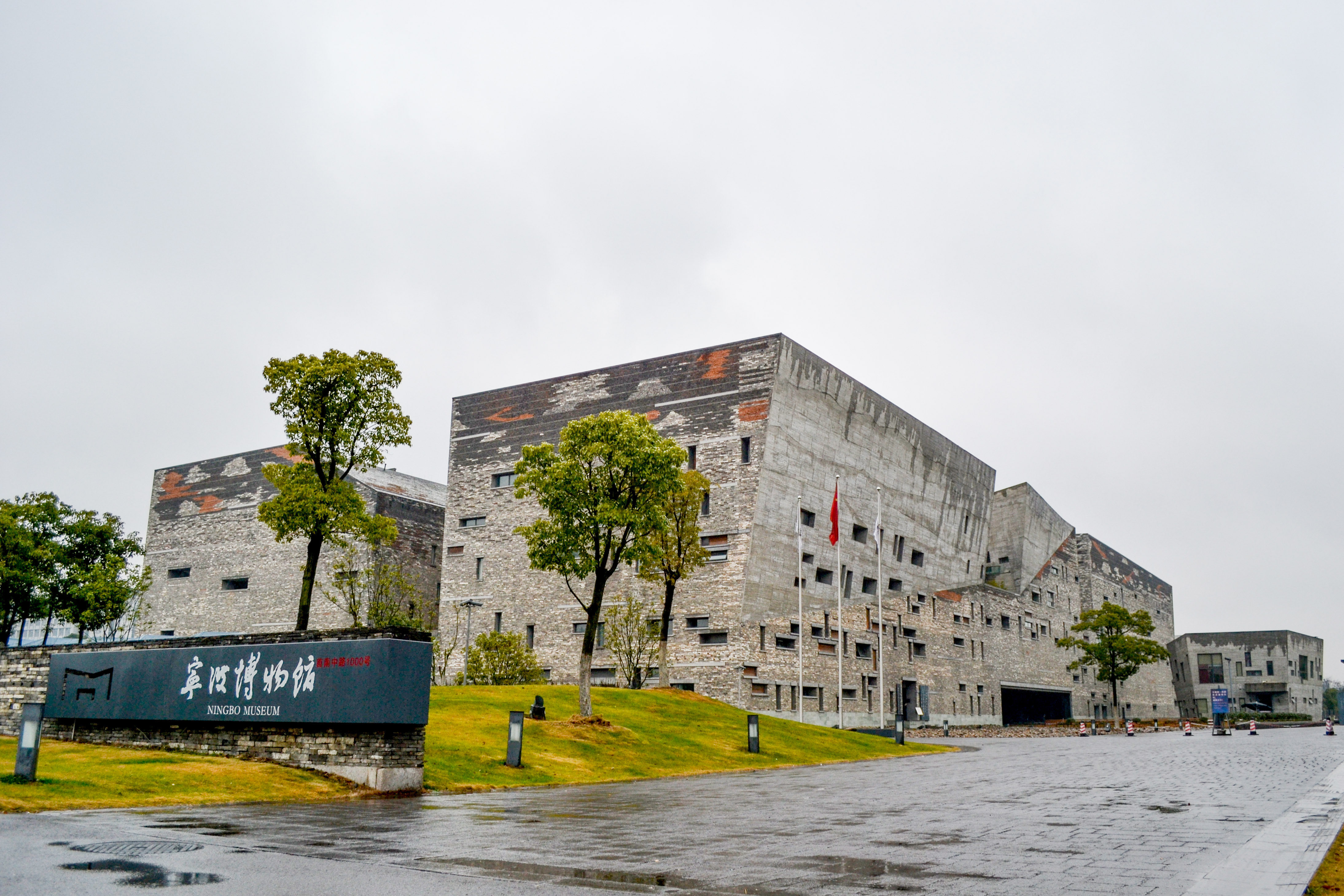
El Museu de Ningbo

- Templo Baoguo, l'estructura de fusta més antiga de la Xina. Anomenat Temple Lingshan en un principi, rebé el nom de Baoguo durant la dinastia Tang. L'edifici principal és del període de la dinastia Song, aproximadament de l'any 1013. El temple inclou també columnes realitzades durant les dinasties Rang, un saló de la dinastia Ming i dos salons i una torre realitzats durant la dinastia Qing.
- Antic temple de Chenghuang, construït l'any 1347 durant la dinastia Ming, és un dels temples més grans de tota la ciutat amb una àrea de 4.700 m².
- Temple Asoka, un temple budista de molta antiguitat, ja que es construí l'any 282 dC. Té 600 habitacions que ocupen una àrea total de 14.000 m².
- El Museu de Ningbo, dissenyat per l'arquitecte Wang Shu, que guanyà el Premi Pritzker el 2012. Obrí les portes el 2008 i se centra en la història i costums tradicionals de la zona de Ningbo.

## Ciutats agermanades
- Ciudad Lázaro Cárdenas, Michoacán, Mèxic
- Barcelona, Catalunya, Espanya
- Santos, Brasil
- Manzanillo, Colima, Mèxic